# Benifallim
Benifallim é um município da Espanha na província de Alicante, Comunidade Valenciana. Tem 13,7 km² de área e em 2021 tinha 103 habitantes (densidade: 7,5 hab./km²).

## Demografia
| Variação demográfica do município entre 1991 e 2004 | Variação demográfica do município entre 1991 e 2004 | Variação demográfica do município entre 1991 e 2004 | Variação demográfica do município entre 1991 e 2004 |
| --------------------------------------------------- | --------------------------------------------------- | --------------------------------------------------- | --------------------------------------------------- |
| 1991                                                | 1996                                                | 2001                                                | 2004                                                |
| 166                                                 | 169                                                 | 155                                                 | 132                                                 |